# Hoodoo Gurus
Hoodoo Gurus é uma banda australiana de rock alternativo que se tornou muito popular entre os surfistas de vários países durante as  décadas de 80 e  90. Recebeu influências de alguns estilos musicais dos anos 1970, como o power pop e o bubblegum pop.
Dentre seus principais hits, encontram-se Come Anytime, What's my Scene, I Want You Back e 1000 Miles Away, entre outros.

## Biografia
A banda formou-se em janeiro de 1981, em Sydney com o nome de Le Hoodoo Gurus por Dave Faulkner (vocalista, compositor e guitarrista). Richard Grossman (baixo), Mark Kingsmill (bateria), e Brad Shepherd (guitarra, vocal) entraram posteriormente para a banda. A popularidade veio em meados da década de 1980 com os álbuns Mars Needs Guitars!, Blow Your Cool! e Magnum Cum Louder.
Os principais sucessos dos Hoodoo Gurus incluem: "Leilani" (1982), "Tojo" (1983), "My Girl" (1983), "I Want You Back" (1984), "Bittersweet", "Like Wow - Wipeout!", e "What's My Scene?" "Come Anytime" (1989) alcançando primeiro lugar nas paradas e "Miss Freelove '69" (1991), "1000 Miles Away" (1991), "Night Must Fall" (1996).
A imagem da banda cresceu quando entrou para o 2007 ARIA Hall of Fame em reconhecimento do seu sucesso no mundo do rock.

## Discografia
Álbuns de Estúdio
- Stoneage Romeos (1984)
- Mars Needs Guitars! (1985)
- Blow Your Cool (1987)
- Magnum Cum Louder (1989)
- Kinky (1991)
- Crank (1994)
- Blue Cave (1996)
- Mach Schau (2004)
- Purity Of Essence (2010)